# Asplundia ferruginea
Asplundia ferruginea är en enhjärtbladig växtart som beskrevs av Michael Howard Grayum och Barry Edward Hammel. Asplundia ferruginea ingår i släktet Asplundia och familjen Cyclanthaceae. Inga underarter finns listade.